# Peter Scheuer (Astronom)

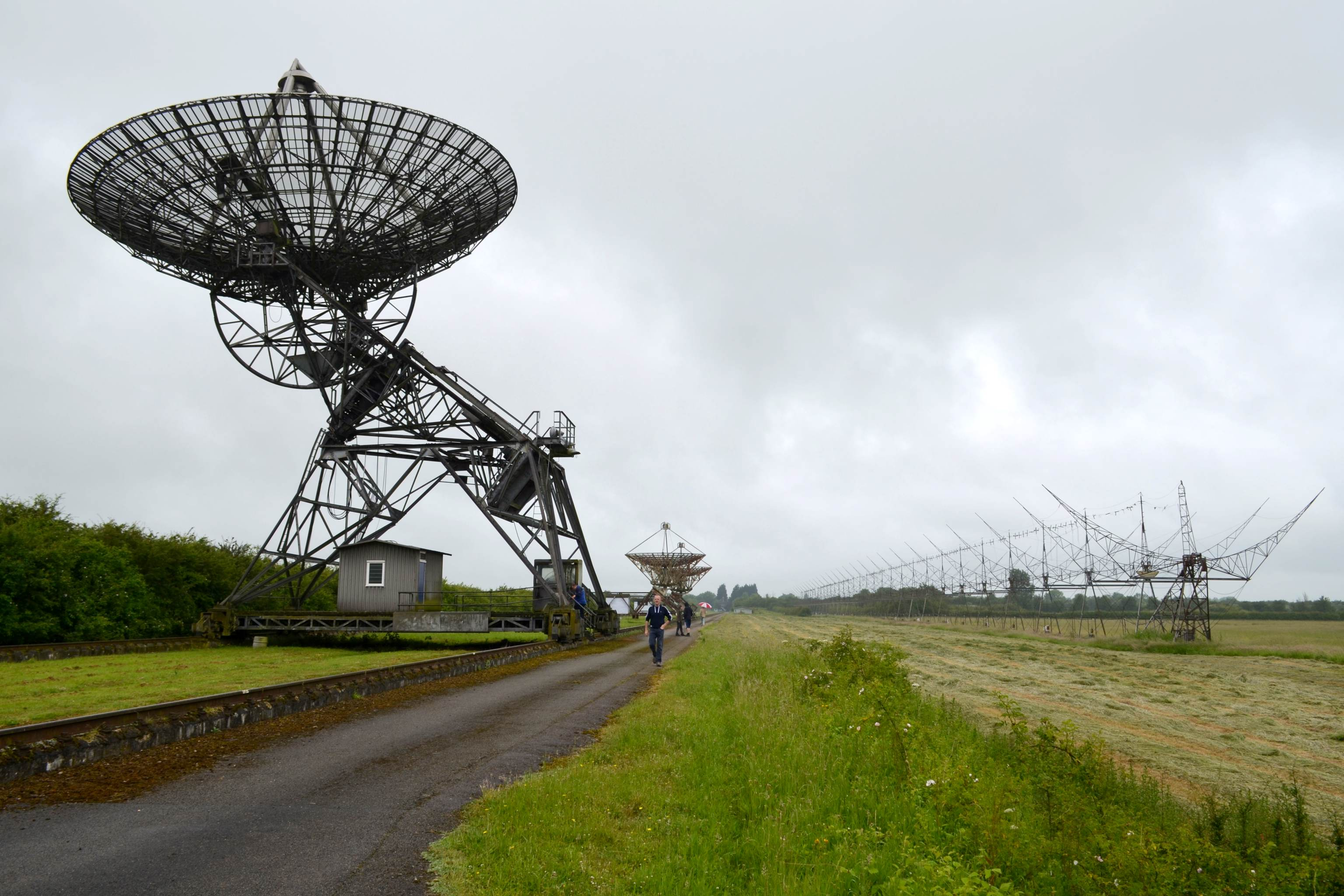
One Mile Telescope

Peter Scheuer (* 31. März 1930 in Frankfurt am Main; † 21. Januar 2001 in West Wickham, Cambridgeshire) war ein deutschstämmiger britischer Radioastronom und theoretischer Astrophysiker.
Scheuer studierte Physik in Cambridge insbesondere bei Martin Ryle und war ab 1951 in dessen Radioastronomie-Gruppe. 1964 baute er das One Mile Telescope am Mullard Radio Astronomy Observatory. Ein Kennzeichen war die umfangreiche Verwendung der inversen Fouriertransformation für die Auswertung, die mit Computern wie Titan erfolgte, was erst die hohe Auflösung ermöglichte. Die dafür entwickelten interferometrischen Techniken waren einer der wesentlichen wissenschaftlichen Erfolge, für die Ryle und Antony Hewish 1974 den Nobelpreis erhielten. Es war das erste Teleskop, dass Aufnahmen im Radiowellenbereich lieferte mit einer Auflösung, die die des menschlichen Auges überstieg. Der Name 1 Meile rührte von den Interferometer-Maßen ab: es bestand aus drei Radioantennen, jeweils 120 Tonnen schwer und von 18 Metern Schirm-Durchmesser. Zwei waren fixiert, die dritte bewegte sich auf einer 800 m langen (halbe Meile) Eisenbahnschiene. Es konnte auch (erstmals) die Erdrotation kompensieren. Beobachtet wurde bei 408 MHz und 1,2 GHz. 1963 bis 1992 war er Assistent Director of Research am Cavendish Laboratory in Cambridge und Reader an der Universität Cambridge. 1992 wurde er emeritiert. Von 1963 bis 1971 war er Fellow des Peterhouse College in Cambridge.
In den 1950er Jahren assistierte Scheuer Ryle auch in einer damals medienwirksamen Auseinandersetzung mit den besonders in Großbritannien einflussreichen Steady State Theoretikern, da Ryle und Scheuer beim Auszählen schwacher Radioquellen Argumente gegen die Steady-State Theorie (homogene Verteilung) und für die Bigbang-Theorie fand. Über die verwendeten Methoden veröffentlichte Scheuer 1957. Aufgrund der heftigen Debatte um die Widerlegung der Steady-State-Theory (in der man der Gruppe von Ryle in Großbritannien vielfach feindlich gegenüberstand) geriet auch die Auszählung der Radioquellen damals in Misskredit und Scheuer, der 1954 bis 1956 die Gruppe von Ryle verließ (Wehrdienst), hatte Probleme seine Arbeit zu veröffentlichen. Die 1957 veröffentlichte Arbeit war Teil seiner Dissertation (Ph.D.)
1973 interpretierte er mit Kollegen Hot Spots in Radiogalaxien als Hinweise auf Jets.
1974 heiratete er Jane Morford und hatte mit ihr eine Tochter.